# Hegedős Károly
Hegedős Károly (Mezőberény, 1895. március 12. – Budapest, 1972.) magyar építészmérnök.

## Élete és munkássága
Gazdag polgárcsaládban született. Gyermekkorában árvaságra jutott, bátyja lett a gyámja. 1913-ban kezdte meg tanulmányait a Budapesti Műszaki Egyetemen építészmérnöki karán. Az első világháborúban tüzérként szolgált több hadszíntéren. A két háború között Bukarestben, Párizsban, Cegléden, Békéscsabán és Mezőberényben is tervezett épületeket. 1939-től saját tervezőirodát hozott létre. 1939-ben építette egyik emblematikus művét, a Magyar Jakobinusok tere 2-3. alatt álló igen korszerű bérházat, ami eredetileg az Országos Társadalombiztosítási Intézet Bányanyugbér Biztosítási Ágazatának bérháza volt. A második világháború után állami tervező vállalatnál dolgozott.
Főbb munkái voltak többek között: az OTI Csepeli Rendelőintézet, a Magánalkalmazottak Biztosító Intézete (MABI) Ügyviteli Székháza.